# 基烏利亞科查湖 (拉勞斯區)
11°28′36″S 76°29′09″W / 11.47667°S 76.48583°W
基烏利亞科查湖（Qiwllaqucha），是秘魯的湖泊，位於該國中南部利馬大區，由瓦羅奇里省的拉勞斯區負責管轄，該湖泊處於拉克賴山東南面。